# Apterodromia evansi
Apterodromia evansi är en tvåvingeart som beskrevs av H. Oldroyd 1949. Apterodromia evansi ingår i släktet Apterodromia och familjen puckeldansflugor.
Artens utbredningsområde är Tasmanien. Inga underarter finns listade i Catalogue of Life.